# Giappone ai Giochi della XXVII Olimpiade
Il Giappone partecipò ai Giochi della XXVII Olimpiade, svoltisi a Sydney, Australia, dal 15 settembre al 1º ottobre 2000, con una delegazione di 266 atleti impegnati in ventotto discipline.

## Risultati

### Calcio
- Uomini

| Atleta | Classifica |                     |
| --- | --- | ------------------- |
| V · D · M Nazionale olimpica giapponese · Calcio ai Giochi Olimpici Estivi 2000 1 Narazaki · 2 Nakazawa · 3 Matsuda · 4 Morioka · 5 Miyamoto · 6 Inamoto · 7 H. Nakata · 8 Myōjin · 9 Hirase · 10 Nakamura · 11 Miura · 12 Sakai · 13 Yanagisawa · 14 Motoyama · 15 Nishi · 16 K. Nakata · 17 Takahara · 18 Tsuzuki · CT : Troussier | 6° |                     |
| Nazionale olimpica giapponese · Calcio ai Giochi Olimpici Estivi 2000 | |                     |
| 1 Narazaki · 2 Nakazawa · 3 Matsuda · 4 Morioka · 5 Miyamoto · 6 Inamoto · 7 H. Nakata · 8 Myōjin · 9 Hirase · 10 Nakamura · 11 Miura · 12 Sakai · 13 Yanagisawa · 14 Motoyama · 15 Nishi · 16 K. Nakata · 17 Takahara · 18 Tsuzuki · CT: Troussier                                                                                  | 1 Narazaki · 2 Nakazawa · 3 Matsuda · 4 Morioka · 5 Miyamoto · 6 Inamoto · 7 H. Nakata · 8 Myōjin · 9 Hirase · 10 Nakamura · 11 Miura · 12 Sakai · 13 Yanagisawa · 14 Motoyama · 15 Nishi · 16 K. Nakata · 17 Takahara · 18 Tsuzuki · CT: Troussier | Giappone (bandiera) |